# Коленов, Александр Васильевич
Александр Васильевич Коленов — советский хозяйственный, государственный и политический деятель, Герой Социалистического Труда.

## Биография
Родился в 1914 году в деревне Мызино. Член КПСС.
С 1932 года — на хозяйственной, общественной и политической работе. В 1932—1974 гг. — колхозник во Владимирской области, каменщик на одном из заводов Подмосковья, участник Великой Отечественной войны, каменщик на стройках в городе Владимире, бригадир каменщиков управления работ № 646 строительного треста № 94 Владимирского совнархоза.
Указом Президиума Верховного Совета СССР от 9 августа 1958 года за выдающиеся успехи, достигнутые в строительстве и промышленности строительных материалов, присвоено звание Героя Социалистического Труда с вручением ордена Ленина и золотой медали «Серп и Молот».
Делегат XIX съезда КПСС.
Умер во Владимире в 1985 году.